# Élections législatives de 1973 dans les Côtes-du-Nord
Les élections législatives françaises de 1973 se déroulent les 4 et 11 mars 1973. Dans le département des Côtes-du-Nord, cinq députés sont à élire dans le cadre de cinq circonscriptions.

## Élus
| Circonscription | Député sortant                         | Parti | Parti    | Député élu ou réélu      | Parti | Parti |
| --------------- | -------------------------------------- | ----- | -------- | ------------------------ | ----- | ----- |
| 1re             | Arthur Charles                         |       | app. UDR | Yves Le Foll             |       | PSU   |
| 2e              | Ernest Rouxel suppléant de René Pleven |       | CDP      | Charles Josselin         |       | PS    |
| 3e              | Marie-Madeleine Dienesch               |       | UDR      | Marie-Madeleine Dienesch |       | UDR   |
| 4e              | Édouard Ollivro                        |       | CDP      | Édouard Ollivro          |       | CDP   |
| 5e              | Pierre Bourdellès                      |       | CDP      | Pierre Bourdellès        |       | CDP   |

## Résultats

### Résultats à l'échelle du département
| Parti                 | Parti                                   | Premier tour | Premier tour | Second tour | Second tour | Sièges |
| Parti                 | Parti                                   | Voix         | %            | Voix        | %           | Sièges |
| --------------------- | --------------------------------------- | ------------ | ------------ | ----------- | ----------- | ------ |
|                       | Centre démocratie et progrès            | 73 323       | 25,91        | 85 653      | 35,83       | 2      |
|                       | Union des démocrates pour la République | 55 711       | 19,68        | 36 850      | 15,41       | 1      |
|                       | Union des républicains de progrès       | 129 034      | 45,59        | 122 503     | 51,24       | 3      |
|                       |                                         |              |              |             |             |        |
|                       | Parti communiste français               | 69 590       | 24,59        | 52 756      | 22,07       | 0      |
|                       | Parti socialiste                        | 36 291       | 12,82        | 26 870      | 11,24       | 1      |
|                       | Parti socialiste unifié                 | 30 602       | 10,81        | 36 917      | 15,44       | 1      |
|                       | Union de la gauche                      | 136 483      | 48,23        | 116 543     | 48,75       | 2      |
|                       |                                         |              |              |             |             |        |
|                       | Mouvement réformateur                   | 11 130       | 3,93         |             |             | 0      |
|                       | Strollad ar Vro                         | 4 436        | 1,57         | 0           |             |        |
|                       | Extrême gauche (dont LO et LC)          | 1 915        | 0,68         | 0           |             |        |
|                       |                                         |              |              |             |             |        |
| Inscrits              | Inscrits                                | 341 114      | 100,00       | 283 845     | 100,00      | 3      |
| Abstentions           | Abstentions                             | 52 752       | 15,46        | 40 284      | 14,19       |        |
| Votants               | Votants                                 | 288 362      | 84,54        | 243 561     | 85,81       |        |
| Blancs et nuls        | Blancs et nuls                          | 5 364        | 1,86         | 4 515       | 1,85        |        |
| Exprimés              | Exprimés                                | 282 998      | 98,14        | 239 046     | 98,15       |        |
| Source : Data.gouv.fr |                                         |              |              |             |             |        |

### Résultats par circonscription

#### Première circonscription (Saint-Brieuc)
| Candidat           | Candidat               | Parti          | Premier tour | Premier tour | Second tour | Second tour |  |
| Candidat           | Candidat               | Parti          | Voix         | %            | Voix        | %           |  |
| ------------------ | ---------------------- | -------------- | ------------ | ------------ | ----------- | ----------- |  |
|                    | Arthur Charles sortant | UDR (URP)      | 30 741       | 42,61        | 36 850      | 49,95       |  |
|                    | Yves Le Foll élu       | PSU            | 19 017       | 26,36        | 36 917      | 50,05       |  |
|                    | Édouard Quemper        | PCF            | 15 841       | 21,96        | Retrait     | Retrait     |  |
|                    | Michel Requiem         | PS (UGSD)      | 3 792        | 5,25         |             |             |  |
|                    | Gervais Gautier        | SAV            | 2 274        | 3,15         |             |             |  |
|                    | Édouard Renard         | LC             | 465          | 0,63         |             |             |  |
|                    |                        |                |              |              |             |             |  |
| Inscrits           | Inscrits               | Inscrits       | 87 826       | 100,00       | 87 787      | 100,00      |  |
| Abstentions        | Abstentions            | Abstentions    | 13 885       | 15,81        | 12 531      | 14,27       |  |
| Votants            | Votants                | Votants        | 73 941       | 84,19        | 75 256      | 85,73       |  |
| Blancs et nuls     | Blancs et nuls         | Blancs et nuls | 1 811        | 2,45         | 1 489       | 1,98        |  |
| Exprimés           | Exprimés               | Exprimés       | 72 130       | 97,55        | 73 767      | 98,02       |  |
| Source : Data.gouv |                        |                |              |              |             |             |  |

#### Deuxième circonscription (Dinan)
| Candidat           | Candidat             | Parti          | Premier tour | Premier tour | Second tour | Second tour |  |
| Candidat           | Candidat             | Parti          | Voix         | %            | Voix        | %           |  |
| ------------------ | -------------------- | -------------- | ------------ | ------------ | ----------- | ----------- |  |
|                    | René Pleven sortant  | CDP (URP)      | 24 973       | 46,93        | 26 819      | 49,95       |  |
|                    | Charles Josselin élu | PS (UGSD)      | 15 607       | 29,32        | 26 870      | 50,04       |  |
|                    | Roger Esnault        | PCF            | 8 666        | 16,28        | Retrait     | Retrait     |  |
|                    | Charles Fesard       | MR             | 2 602        | 4,88         |             |             |  |
|                    | Yann Fouéré          | SAV            | 1 365        | 2,56         |             |             |  |
|                    |                      |                |              |              |             |             |  |
| Inscrits           | Inscrits             | Inscrits       | 64 343       | 100,00       | 64 552      | 100,00      |  |
| Abstentions        | Abstentions          | Abstentions    | 9 821        | 15,26        | 9 932       | 15,39       |  |
| Votants            | Votants              | Votants        | 54 522       | 84,74        | 54 620      | 84,61       |  |
| Blancs et nuls     | Blancs et nuls       | Blancs et nuls | 1 309        | 2,4          | 931         | 1,7         |  |
| Exprimés           | Exprimés             | Exprimés       | 53 213       | 97,6         | 53 689      | 98,3        |  |
| Source : Data.gouv |                      |                |              |              |             |             |  |

#### Troisième circonscription (Loudéac)
|                    | Marie-Madeleine Dienesch sortante réélue | UDR (URP)      | 24 970 | 51,22  |  |  |  |
|                    | Jacques Gardet                           | PCF            | 10 485 | 21,51  |  |  |  |
|                    | Guy Caro                                 | PSU            | 5 739  | 11,77  |  |  |  |
|                    | Claude Wilquin                           | PS (UGSD)      | 4 861  | 9,97   |  |  |  |
|                    | Auguste Huet                             | MR             | 1 896  | 3,88   |  |  |  |
|                    | Alain Chapel                             | SAV            | 797    | 1,63   |  |  |  |
|                    |                                          |                |        |        |  |  |  |
| Inscrits           | Inscrits                                 | Inscrits       | 57 412 | 100,00 |  |  |  |
| Abstentions        | Abstentions                              | Abstentions    | 7 844  | 13,66  |  |  |  |
| Votants            | Votants                                  | Votants        | 49 568 | 86,34  |  |  |  |
| Blancs et nuls     | Blancs et nuls                           | Blancs et nuls | 820    | 1,65   |  |  |  |
| Exprimés           | Exprimés                                 | Exprimés       | 48 748 | 98,35  |  |  |  |
| Source : Data.gouv |                                          |                |        |        |  |  |  |

#### Quatrième circonscription (Guingamp)
| Candidat           | Candidat                      | Parti          | Premier tour | Premier tour | Second tour | Second tour |  |
| Candidat           | Candidat                      | Parti          | Voix         | %            | Voix        | %           |  |
| ------------------ | ----------------------------- | -------------- | ------------ | ------------ | ----------- | ----------- |  |
|                    | Édouard Ollivro sortant réélu | CDP (URP)      | 22 792       | 45,14        | 27 151      | 51,70       |  |
|                    | François Leizour              | PCF            | 18 781       | 37,19        | 25 364      | 48,29       |  |
|                    | Yves Guyader                  | PS (UGSD)      | 3 758        | 7,44         |             |             |  |
|                    | Claude Guillou                | PSU            | 2 958        | 5,85         |             |             |  |
|                    | Yves Tourbin                  | Rad (MR)       | 2 199        | 4,35         |             |             |  |
|                    |                               |                |              |              |             |             |  |
| Inscrits           | Inscrits                      | Inscrits       | 60 370       | 100,00       | 60 354      | 100,00      |  |
| Abstentions        | Abstentions                   | Abstentions    | 9 298        | 15,4         | 7 179       | 11,89       |  |
| Votants            | Votants                       | Votants        | 51 072       | 84,6         | 53 175      | 88,11       |  |
| Blancs et nuls     | Blancs et nuls                | Blancs et nuls | 584          | 1,14         | 660         | 1,24        |  |
| Exprimés           | Exprimés                      | Exprimés       | 50 488       | 98,86        | 52 515      | 98,76       |  |
| Source : Data.gouv |                               |                |              |              |             |             |  |

#### Cinquième circonscription (Lannion)
| Candidat           | Candidat                        | Parti          | Premier tour | Premier tour | Second tour | Second tour |  |
| Candidat           | Candidat                        | Parti          | Voix         | %            | Voix        | %           |  |
| ------------------ | ------------------------------- | -------------- | ------------ | ------------ | ----------- | ----------- |  |
|                    | Pierre Bourdellès sortant réélu | CDP (URP)      | 25 558       | 43,75        | 31 683      | 53,55       |  |
|                    | Jean Le Lagadec                 | PCF            | 15 817       | 27,07        | 27 392      | 46,45       |  |
|                    | Claude Queffeulou               | PS (UGSD)      | 8 273        | 14,16        | Retrait     | Retrait     |  |
|                    | Jean-Yvon Arhant                | MR             | 4 433        | 7,58         |             |             |  |
|                    | Pierre Josselin                 | PSU            | 2 888        | 4,94         |             |             |  |
|                    | Jean-Marcel Brebion             | LO             | 1 450        | 2,48         |             |             |  |
|                    |                                 |                |              |              |             |             |  |
| Inscrits           | Inscrits                        | Inscrits       | 71 163       | 100,00       | 71 152      | 100,00      |  |
| Abstentions        | Abstentions                     | Abstentions    | 11 906       | 16,73        | 10 642      | 14,96       |  |
| Votants            | Votants                         | Votants        | 59 257       | 83,27        | 60 510      | 85,04       |  |
| Blancs et nuls     | Blancs et nuls                  | Blancs et nuls | 838          | 1,41         | 1 435       | 2,37        |  |
| Exprimés           | Exprimés                        | Exprimés       | 58 419       | 98,59        | 59 075      | 97,63       |  |
| Source : Data.gouv |                                 |                |              |              |             |             |  |